# Caprimulginae
Los caprimulginos (Caprimulginae) son una subfamilia de aves caprimulgiformes de la familia Caprimulgidae conocidos vulgarmente como chotacabras.

## Taxonomía
Los caprimulginos incluyen once géneros:
- Caprimulgus Linnaeus, 1758
- Eleothreptus G. R. Gray, 1840
- Hydropsalis Wagler, 1832
- Macrodipteryx Swainson, 1837
- Macropsalis P. L. Sclater, 1866
- Nyctidromus Gould, 1838
- Nyctiphrynus Bonaparte, 1857
- Phalaenoptilus Ridgway, 1880
- Siphonorhis P. L. Sclater, 1861
- Uropsalis W. Miller, 1915
- Veles Bangs, 1918